# Дикий, Денис Леонидович
Дени́с Леони́дович Ди́кий (укр. Денис Леонідович Дикий; 14 октября 1980, Алтайский край) — украинский военнослужащий, полковник, участник российско-украинской войны. Герой Украины (2022).

## Биография
Родился 14 октября 1980 года в Алтайском крае в семье военных. Отец — офицер инженерных войск, завершил службу в звании полковника. В 2002 году окончил Военно-инженерный институт при Подольской государственной аграрно-технической академии (ныне — факультет военной подготовки Каменец-Подольского национального университета имени Ивана Огиенко) по специальности «Применение частей и соединений инженерных войск». В 2010 году поступил в Национальный университет обороны Украины имени И. Черняховского, где получил степень магистра по специальности «Применение частей и соединений инженерных войск оперативно-тактического уровня».
С 2002 года служил в воинской части А0563, занимая должности от командира взвода до начальника штаба батальона. В 2012 году стал заместителем командира части по вооружению, а 21 августа 2018 года возглавил её.
В 2014 году, выполняя задание в Старогнатовке под Волновахой, подразделение под командованием Дикого попало в засаду возле Гранитного. Тогда он спас жизни своих подчинённых, эвакуируя раненых под огнём и ведя бой для выхода из окружения.
С началом вторжения России на Украину в 2022 году полк под его командованием оборонял город Ахтырку и её окрестности.

## Награды
- Звание «Герой Украины» с удостоением ордена «Золотая Звезда» (2 марта 2022) — за личное мужество и героизм, проявленные в защите государственного суверенитета и территориальной целостности Украины, верность военной присяге[1].
- Орден «За мужество» III степени (5 декабря 2017) — за личное мужество и самоотверженные действия, проявленные в защите государственного суверенитета и территориальной целостности Украины, верность военной присяге[2].
- Медаль «Защитнику Отчизны» (6 января 2016) — за личное мужество и высокий профессионализм, проявленные в защите государственного суверенитета и территориальной целостности Украины, верность военной присяге[3].